# Beitbrug (Zuid-Afrika)
Beitbrug (Engels: Beitbridge) is een dorp en grenspost in de Musina Plaaslike Munisipaliteit in de Zuid-Afrikaanse provincie Limpopo. De snelweg N1, die begint bij Kaapstad, eindigt bij Beitbrug.
De grensovergang bij Beitbrug bestaat uit de Alfred Beitbrug over de Limpoporivier net ten zuiden van het dorp Beitbrige in Zimbabwe. Beitbrug is de drukste grenspost in Zuidelijk-Afrika. Dagelijks passeren meer dan 500 vrachtwagens de grenspost. De brug is vernoemd naar mijnmagnaat Alfred Beit, die de benodigde fondsen voor de bouw van de brug verschafte.